# 美国圣公会中国差会
美国圣公会成立差会后，在1835年决定来华，Henry Lockwood 和 Francis R. Hanson 无法留在广州，改去爪哇。1841年，文惠廉（William Jones Boone）到澳门，1842年迁到厦门，1845年7月17日，到达上海。主要在中国中部的长江中下游省份传教。1902年，在华的美国圣公会分为鄂湘皖赣教区和江苏教区，主教座堂分别设在汉口鄱阳街和上海极司非而路圣约翰大学内。1910年，鄂湘皖赣教区又分为鄂湘教区和皖赣教区，鄂湘教区的主教座堂仍设在汉口，皖赣教区的主教座堂设在安徽省城安庆大二郎巷救主座堂。1912年，在华的美国圣公会加入中華聖公會。
1919年，美国圣公会差会在华传教士202人，在各省分布情况如下：
1. 江苏88人
2. 湖北70人
3. 安徽34人
4. 江西7人
5. 湖南3人

其中人数最多的两个传教站是武汉和上海，均超过50人。其次是安庆。以上三地的传教士总数达到132人，占全部在华传教站的75%。而其余11个传教站的传教士总数仅有50人。
1919年美国圣公会在华受餐信徒6008人，在各省分布情况如下：
1. 江苏3013人
2. 湖北1846人
3. 安徽832人
4. 江西183人
5. 湖南134人

1934年，美国圣公会中国差会设有3个教区，16总堂，128支堂，西教士148人，华传道258人，受餐信徒10427人。
1958年，中華聖公會停止活動。

## 湘鄂教区
- 主教座堂：原汉口英租界鄱阳街32号圣保罗座堂
- 传教站：汉口、武昌、宜昌、沙市、长沙
- 教堂：汉口鄱阳街32号圣保罗座堂；武昌高家巷圣约瑟堂、昙华林圣诞堂、复兴路圣米迦勒堂、积玉桥（和平大道）圣安得烈堂、彭刘杨路仁主堂（同仁医院内）、中正路中段圣三一堂、府街口圣救世主堂；宜昌圣雅各堂；长沙北正街教堂
- 学校：武昌文华书院-私立华中大学（合办）、文华图书专科学校、文华中学、圣希理达女中；汉口圣罗以女中、育贤女中；汉阳益智中学
- 医院：武昌彭刘杨路同仁医院，宜昌美华医院

## 皖赣教区
- 主教座堂：安庆大二郎巷救主座堂，后迁芜湖狮子山
- 传教站：芜湖，安庆，九江，南昌
- 教堂：安庆大二郎巷救主座堂，铁佛庵天恩堂，后营百花亭成仁堂；芜湖花津桥石桥港圣雅各堂、圣爱堂；九江复生堂；南昌宏道堂
- 学校：芜湖狮子山广益中学、安庆圣保罗中学、培德女中
- 医院：安庆同仁医院、妇孺医院

## 江苏教区
1935年有信徒11671人
- 主教座堂：上海极司非尔路圣约翰大学内圣约翰堂
- 传教站：上海，无锡，常熟，苏州，扬州，南京
- 各支区教堂：
  - 上海市支区：上海极司非尔路圣约翰座堂、新闸爱文义路圣彼得堂、救主堂（原在虹口狄思威路天同路，抗战期间迁法租界赵主教路）、法租界辣斐德路诸圣堂、城内松雪街天恩堂、乍浦路忠主堂、临潼路天福堂、昌平路怀安堂（圣保罗西区分堂）、曹家渡浜北（曹杨路）圣灵堂、吴淞圣雅各堂；
  - 昆太嘉青支区：昆山朝阳门基督堂；太仓西门圣马太堂；嘉定西门外善牧堂；松江维四堂；青浦堂；
  - 苏常锡支区：苏州桃花坞天恩堂；常熟水北门圣巴多罗买堂；无锡南门内圣十字堂（乡镇分堂：甘露救主堂、荡口显荣堂、陆区圣雅各堂、堰桥圣彼得堂、八士圣约翰堂、华庄堂）；
  - 宁镇扬支区：南京门帘桥（太平路）南京圣保罗堂、下关中山北路道胜堂、宁海路堂、浦口堂、浦镇堂；扬州左卫街（广陵路218号）圣三一堂、便宜门神在堂；宝应常道堂；镇江义士路山训堂
- 学校：上海圣约翰大学、圣约翰大学附属高级中学、圣约翰青年初级中学、圣玛利亚女中；苏州桃坞中学、显道中学；无锡辅仁中学；扬州美翰中学、信成女中；南京中央神学院
- 医院：上海同仁医院、爱文义路广仁医院；无锡普仁医院；常熟福仁医院[2]

## 著名人物
- 文惠廉（William Jones Boone ）主教
- 黄光彩（1827－1886）美国圣公会首位华人基督徒、首位华人牧师
- 施约瑟（Samuel Isaac Joseph Schereschewsky，1831—1906）主教，翻译了北京官话旧约圣经和文理本新旧约圣经，创办上海圣约翰大学。
- 颜永京（1838－1898）圣公会早期的华人牧师之一，武昌文华书院和上海圣约翰书院的开创者之一
- 卜舫济（Francis Lister Hawks Pott，1864—1947）
- 郭斐蔚（F.R.Graves ，1893—1940）主教
- 吴德施（L.H.Roots ，1904－1937）主教
- 孟良佐（1937－1948）主教
- 陈见真（1894—1969）副主教，中国基督教三自爱国运动委员会副主席。
- 葛興仁（Lloyd Rutherford Craighill，1886年—1971年3月13日）主教。